# 楊敏華
楊敏華（1958年3月2日—）教授，法律學家、教育學者，生於臺中市。輔仁大學法律系法學士、中國北京大學法學院法學博士，專研憲法、民法、及商事法 ，於2014年8月1日接任興國管理學院校長，於2015年8月1日接任僑光科技大學校長。現在為僑光科技大學財經法律系特聘教授。

## 生平
楊敏華，祖籍中國江西省崇仁縣，生於台灣省台中市，其父楊瑞福於1949年隨國民黨播遷台灣，奉獻法律教育。李登輝先生執政(1988-2000)，代表新黨選舉第三屆國民大會代表，任期內參與李登輝俢憲三次(1996-2000)。楊敏華回歸學術界講學，時值台南興國管理學院經營面臨危機，借調楊敏華任職第六屆校長。楊敏華歸建僑光科技大學任職，接任第13屆校長。現在為僑光科技大學財經法律系特聘教授。

## 學歷
- 中國北京大學法學院法學博士（1998-2006）
- 美國紐澤西州羅特格斯大學與加州富爾頓大學研究(1992)
- 國立臺灣海洋大學海洋法律研究所法學碩士（1985）
- 臺灣輔仁大學法律系法學士（1981）

## 現職
- 中華民國仲裁協會仲裁人（2009-）[22]
- 中國杭州仲裁委員會仲裁員（1999-）
- 中華民國智慧財產權協會理事長（2011-）
- 財團法人博愛服務中心董事長（2015-）
- 財團法人英才文教基金會董事（1998-）
- 輔仁大學教育發展基金會當然委員（2003-）
- 國家政策研究基金會顧問（2008-）
- 中國北京大學台灣校友會副理事長（2009-）[23]。
- 中國北京大學法學院台灣校友會理事長（2015-）
- 僑光科技大學財經法律系教授（2011-迄今）

## 經歷
- 斐陶斐榮譽協會會員（1981）[24]
- 僑光科技大學財經法律系教授（20110201-）
- 興國管理學院財經法律系講座教授（20140801-20150731）
- 興國管理學院校長（20140801-20150201）
- 僑光科技大學校長（20150801-20191031）
- 僑光科技大學研發長（20110201-20110731）
- 僑光科技大學圖書資訊長（20110801-20120731）[25]
- 嶺東科技大學財經法律研究所所長（2008-2011）
- 嶺東科技大學專任副教授、教授（2004-2011）
- 中華民國第三屆國民大會代表（1996-2000）[26]
- 靜宜大學法律系副教授（1989-2004）
- 台北地方法院檢察署、台灣高等法院、最高法院司法行政官（1985-1989）
- 98年特種考試地方政府公務人員考試命題兼閱卷委員（2009）
- 99年公務人員考試典試委員（2010）
- 100年公務人員考試命題兼閱卷委員（2011）
- 台中市政府顧問（2002-2015）
- 台中市政府第一屆公害糾紛調處委員會委員（2006-2015）
- 台中市輔仁大學校友會理事長（2012-2015）
- 台中市文化交流協會理事長（2012-2015）
- 財團法人博愛服務中心執行長（2011-2015）
- 僑光科技大學校長（20150801-20191031）
- 僑光科技大學財經法律系教授（2011-迄今）

## 主要著作
- 楊敏華，《公司法概論》 ，台灣：僑光科技大學財經法律系出版，2011年9月初版。ISBN 978-986-83010-5-4
- 楊敏華，《商事法論》，台灣：嶺東科技大學財經法律研究所出版，2010年2月修正2版。
- 楊敏華，《憲法概論》，台灣：嶺東科技大學財經法律研究所出版，2009年10月修正3版。
- 楊敏華，《民法概論》，台灣：嶺東科技大學財經法律研究所出版，2009年10月修正2版。
- 楊敏華，《公司法論》，台灣：嶺東科技大學財經法律研究所出版，2009年7月初版。
- 楊敏華，《兩岸上市公司獨立董事制度之研究》，台北：社團法人中華公司治理協會出版，2006年7月初版。
- 楊敏華，《中華民國憲法釋論》，台北：五南圖書出版公司印行，2004年9月修正13版。ISBN 957-11-3743-Ⅹ
- 楊敏華，《企業與法律－公司治理之監事制度研究》，台北：社團法人中華公司治理協會出版，2004年2月初版。ISBN 957-28804-6-2
- 楊敏華，《民法總則大意》，台北：五南圖書出版公司印行，2003年1月初版。ISBN 957-11-3131-8
- 楊敏華，《憲法實戰》，台灣：立群法律印行，2000年2月修正3版。
- 楊敏華，《民法總則論》，台灣：立群印行，2000年1月修正4版。ISBN 957-97540-0-4
- 楊敏華，《國際海洋法—經濟海域與漁業資源之研究》，台灣：海洋法學研究所印行，1986年2月初版。